# Interhelpo

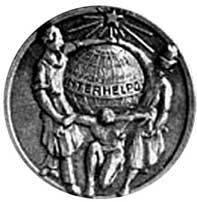
Emblem der Genossenschaft Interhelpo

Die Interhelpo war eine industrielle Genossenschaft aus Arbeitern und Bauern (Esperantisten und Idisten) aus der Tschechoslowakei, die von 1923 bis 1943 bestand und zu dem Zweck gegründet wurde, den wirtschaftlichen Aufbau im sowjetischen Kirgisistan zu unterstützen.

## Geschichte
Die Genossenschaft wurde 1923 in Žilina, Tschechoslowakei (heute Slowakei) gegründet. Von den Bahnhöfen in Žilina und Brünn aus wurden mit vier Eisenbahnzügen zwischen 1925 und 1932 1078 Personen (407 Genossenschaftsmitglieder und 671 Familienangehörige, darunter hauptsächlich Tschechen und Slowaken, aber auch Ungarn, Ruthenen und andere Nationalitäten) nach Kirgisistan transportiert. Die sowjetische Regierung Kirgisistans wies den Freiwilligen Steppenland im Westen von Pischpek (später Frunse, heute Bischkek) zu, wo sie in der ersten Zeit in einfachen Erdhütten unter widrigsten Bedingungen hausten. Trotz der großen Anfangsschwierigkeiten baute die Genossenschaft in kurzer Zeit eine Reihe von erfolgreichen Unternehmen auf:
- 1925 das erste Elektrizitätswerk Kirgisistans
- 1927 eine Textilfabrik
- 1928 eine Schmelzhütte

sowie eine Möbelfabrik und verschiedene Gebäude im Stadtgebiet.
Bereits im Jahr 1925 wurde die Interhelpo zur besten Genossenschaft der Sowjetunion erklärt. Im Jahr 1934 wurden 20 Prozent der Industrieprodukte Kirgisistans von Betrieben dieser Genossenschaft hergestellt.
Interhelpo wurde 1943 liquidiert. Die Genossenschaftsmitglieder wurden verfolgt und einige davon auch als Feinde der Sowjetunion hingerichtet.
Zu den Mitgliedern gehörten auch die Eltern von Alexander Dubček, der dadurch einen Teil seiner Kindheit in Bischkek verbrachte.